# الضاع (جبلة)

تعديل مصدري - تعديل

الضاع محلة تابعة لقرية المحداده السفلى، التابعة لعزلة الاصابح بمديرية جبلة إحدى مديريات محافظة إب في الجمهورية اليمنية، بلغ تعداد سكانها 55 حسب تعداد اليمن لعام 2004.